# Anu Kaipainen
Aune (Anu) Helinä Kaipainen, född 14 mars 1933 i Mola, Viborgs län, död 29 september 2009 i Helsingfors, var en finländsk romanförfattare, poet och kritiker. Hon var från 1955 gift med politikern Osmo Kaipainen, som avled 1985.
Kaipainen var lärarutbildad, var aktiv i författarföreningen och bodde en period i Norge. Uppväxten i Viborgs län, som var krigsskådeplats och blev ryskt efter fortsättningskriget, präglade i viss grad hennes författarskap. Hon skrev tv-teater och cirka 20 romaner, bland andra Magdaleena ja maailman lapset ("Magdaleena och världens barn", 1969), om dagens verklighet i Finland, Surupukuinen nainen ("Den sorgklädda kvinnan", 1971), On neidolla punapaula ("Jungfrun har röda gullband", 1973), ett inlägg i den aktuella debatten om finsk identitet och dess bevarande, Naistentanssit ("Damernas dans", 1975), Kellomorsian ("Klockbruden", 1977) och Granaattiomena ("Granatäpplet", 2002, nominerad till Finlandiapriset). Kaipainen använder ofta urgamla myter och legender för att få fram sitt budskap.